# Dedham (Iowa)
Dedham es una ciudad situada en el condado de Carroll, en el estado de Iowa, Estados Unidos. Según el censo de 2010 tenía una población de 266 habitantes.

## Geografía
Según la Oficina del Censo de los Estados Unidos, la localidad tiene un área total de 1,5 km², la totalidad de los cuales 1,5 km² corresponden a tierra firme.

## Demografía
Según el censo de 2010, había 266 personas residiendo en la localidad. La densidad de población era de 177,33 hab./km². Había 107 viviendas con una densidad media de 71,33 viviendas/km². El 100% de los habitantes eran blancos. El 0,38% de la población eran hispanos o latinos de cualquier raza.